# Constanza (République dominicaine)
Pour les articles homonymes, voir Constanza.
Constanza est une ville et une municipalité de la province de La Vega en République Dominicaine.